# Kênia Freitas
Kênia Cardoso Vilaça de Freitas é uma pesquisadora, crítica e curadora em cinema brasileira. 
Autora de artigos e capítulos sobre cinema brasileiro, cinema da diáspora africana, comunicação e identidade, Kêniaé uma pesquisadora de destaque no ensino e na pesquisa do afrofuturismo.
Desde 2022, Kênia é ainda a nova curadora do Cinema do Dragão.

## Biografia
Formou-se em Comunicação social pela Universidade Federal do Espírito Santo (UFES) e posteriormente realizou seu mestrado na Universidade Estadual de Campinas (Unicamp) com a dissertação "Versos-livres: a estética do cotidiano no documentário feito com celular", obtida no ano de 2010.
No ano de 2015, obteve seu doutorado na Universidade Federal do Rio de Janeiro (UFRJ) na Escola de Comunicação da Universidade Federal do Rio de Janeiro com a tese "A Ressonância das Imagens: a emergência da multidão no Egito, na Espanha e no Brasil". Após a obtenção de seu doutorado, realizou estágios na área de pós-doutorado na Universidade Católica de Brasília (UCB) e na Universidade Estadual Paulista (UNESP).
Suas principais publicações analisam o papel dos registros jornalísticos, por meio de imagens e vídeos, por manifestantes em eventos como os ocorridos em julho de 2013 no palácio Guanabara (Rio de Janeiro)  e a primavera árabe no Egito. Em relação a seus trabalhos sobre o cinema negro, a pesquisadora encampa a discussão brasileira sobre a perspectiva do afropessimismo, isto é, do retrato cinematográfico moderno sobre a reconexão entre o racismo estrutural presente e o passado de escravidão.